# Prin foc și sabie
Prin foc și sabie (în poloneză Ogniem i mieczem) este un roman istoric al scriitorului polonez Henryk Sienkiewicz, laureat al Premiului Nobel pentru Literatură. Împreună cu Potopul și Pan Wołodyjowski face parte din așa numita Trilogie, o serie de trei romane inspirate din istoria Poloniei.

## Personaje[1]
- Jan Skrzetuski
- Helena Kurcewicz
- Ivan Bohun
- Longinus Podbipięta
- Jerzy Michał Wolodyjowski
- Jan Onufry Zagloba
- Bohdan Chmielnicki
- Jeremi Michał Wiśniowiecki
- Wladyslaw al IV-lea Waza
- Jan Kazimierz
- Tuhai-bei

## Ecranizări
- Prin foc și sabie, regizat de Jerzy Hoffman în 1999